# Maslow-piramis
A Maslow-piramis (vagy Maslow-szükséglethierarchia) Abraham Maslownak az 1943-ban kidolgozott szükségletelmélete, mely a motivációkutatás egyik alaptétele.

## Motiváció
A motiváció a pszichológia egyik fontos kérdése, azt vizsgálja, milyen késztetésekből fakad, valamint milyen erők állnak a viselkedés hátterében. Miért tudunk bizonyos cselekvésekre hatalmas energiákat mozgósítani, míg másokra viszont nem.
A motiváció szó a latin movere igéből ered, melynek jelentése mozogni, mozgatni. A motiváció a pszichológiában gyűjtőfogalom, motívumokból épül fel és minden cselekvésre, viselkedésre késztető belső tényezőt magában foglal.
A motiváció meghatározza a szervezet aktivitásának mértékét, a viselkedés szervezettségét és hatékonyságát.

### A tanulás (tevékenység) motivációja
A tevékenységnek két összetevője van: cél és motívum.
A motívum (indíték) a tevékenység kiváltója, fenntartója és irányítója. Az indíték mozgósít, dinamizáló és vektorizáló jellege van.
A cél, a tevékenység eredményének az előrevetítése, anticipációja. Cél nélkül nincs motívum és fordítva is érvényes ugyanez.
Ha gyakoroljuk a tevékenységet akkor készség lesz. A készség tevékenységi forma: gyakorlás által automatizáljuk, tanulás által sajátítjuk el.

## A motiváció alapfogalmai
A motiváció alapfogalmai közül a szükséglet, a drive és a homeosztázis fogalmának értelmezésére térünk ki.
Nagyon erős belső késztetéssel járnak a biológiai motívumok, mint például az éhség, szomjúság stb. A motivált viselkedés ebben az esetben valamilyen szükségletből fakad. A szükséglet olyan hiány a szervezetben (pl. oxigénhiány, tápanyaghiány, folyadékhiány stb.), amely tartós fennállás esetén az egészséget vagy súlyosabb fokon az életet fenyegeti.
A szükséglet pszichológiai megfelelője a drive (ejtsd: drájv), amely angol szó és jelentése – ebben a kontextusban – űzni, hajtani ill. hajtóerő. A drive a szükséglet nyomán kialakuló, belső késztetés, a viselkedés hajtóereje. A drive alapvető feladata a szervezet általános energetizálása, nem pedig annak irányítása, vagyis nem mutatja meg, hogy a szervezet mit csináljon az adott szükséglet kielégítése érdekében, csak az ehhez szükséges hajtóerőt adja.
Az élet alapvető feltétele a szervezet belső viszonylag állandó egyensúlyi állapotának a fenntartása, a folyamatosan változó külső körülményekkel szemben. Cannon ezt a belső egyensúlyi állapotot fenntartó mechanizmust nevezte el homeosztázisnak. Amennyiben a szervezet homeosztatikus egyensúlya megbomlik, valamilyen fiziológiai hiányállapot keletkezik, azaz szükséglet lép fel. A szervezet elsősorban a szervezet tartalékainak felhasználása révén igyekszik a belső egyensúlyi állapot visszaállítására. Például, ha éhség esetén a vércukorszint lecsökken az ideális értékhez képest, akkor a homeosztatikus folyamatoknak köszönhetően az ideális érték visszaállítható, bizonyos biológiai folyamatok beindítása révén. (A máj, a hasnyálmirigy jelzése alapján cukrot bocsát a vérkeringésbe.)
Amikor azonban a szervezet belső tartalékai már nem elegendőek a szervezet belső egyensúlyának a helyreállítására, akkor drive, a viselkedésre késztető belső hajtóerő keletkezik, és az aktivált szervezet működésbe lép az egyensúly helyreállítása érdekében (magas cukortartalmú táplálékot keres).
Megkülönböztetünk elsődleges és másodlagos drive-okat.
Elsődleges, más néven primer drive-oknak az ön- és fajfenntartással kapcsolatos hajtóerőket nevezzük. A legalapvetőbb elsődleges drive-ok a következők:
- Hőszabályozás
- Éhség
- Szomjúság
- Szexualitás
- Alvási
- Salakanyagok ürítése
- Védekezésre irányuló
- Általános aktivitási szükséglet (akkor lép fel, ha a szervezettől egy időre megvonják a mozgás lehetőségét)
- Kutató vagy explorációs drive (kíváncsiság)

Az elsődleges hatóerők időszakosan lépnek fel, és ha egynél több motívum is jelen van ugyanabban az időpontban, akkor közülük az erősebb lesz az uralkodó.
Az elsődleges, velünk született drive-ok nem egyedüli hajtóerői viselkedésünknek. Vannak olyan drive-ok is, amelyeket tanulással, kondicionálással sajátítunk el, ezeket nevezzük másodlagos drive-oknak.
A motívumtanulást jól példázza az a kísérlet, amelyben „majmok megtanulták egy érmével működő automata kezelését: érme bedobásával kedvenc táplálékukhoz juthattak. Miután ezt elsajátították, maguk az érmék is jutalomértéket nyertek. Ha ugyanis az automata nem volt az állatok közelében, az érmék megszerzése érdekében akkor is hajlandók voltak „dolgozni”: különböző feladatokat végrehajtani, tanulni, és szenvedélyesen gyűjtötték az érméket.
Összegezve tehát, a másodlagos hajtóerők alapvetően úgy alakulnak ki, hogy mindazok a tárgyak, helyzetek, amelyek az elsődleges motívum kielégítésében szerepet játszanak, maguk is motívummá válnak.
A motiváció olyan belső állapot, amely cselekvésre ösztönzi az embereket.
A belső állapot jellemzésére szolgálnak a motívumok, amelyek az emberek magatartásának mozgatórugói, belső indítékai.
A motívumok szinte soha nem egyedül jelentkeznek, hanem sokféle kombinációban.
A sokféle motívum, a sokféle szükséglet a cselekvés szempontjából nem egyenrangú. A motívumkutatások szerint az emberek először a legfontosabb, legsürgősebb szükségleteiket elégítik ki. A fontossági sorrend felállítása sokszor konfliktusokhoz vezet.
Abraham Maslow szerint az emberi szükségleteket hierarchikusan lehet rangsorolni.
1. A piramis alján az alapszükségletek, a létfenntartáshoz kapcsolódó szükségletek helyezkednek el.
2. A létfenntartás megteremtése magával hozza a biztonsági szükségletek kialakulását: ez a megszerzett javak megóvását, védelmét jelenti.
3. A szociális szükségletek az ember társas lény mivoltából fakadnak. A szociális szükséglet kapcsolatteremtési, összetartozási szükséglet. Ennek kielégítése érdekében törekszik jó családi, érdeklődésének, gondolkodásmódjának megfelelő baráti, munkahelyi kapcsolatokra.
4. Az ember igyekszik megtalálni helyét a többiek, a társai között, ebből fakad az elismerés iránti szükséglete: igyekszik elfogadtatni magát, elismertetni egyéniségét, képességét, rátermettségét.
5. A piramis csúcsán az önmegvalósítás szükséglete áll. Az emberek egy része erős késztetést érez arra, hogy képességét, tehetségét maximálisan kihasználja.

## A Maslow-elmélet alapelemei
1. A motiválás igen komplex dolog; nem csak egy motiváló tényező hat ugyanabban az időpontban vagy időszakban.
2. A szükségletek hierarchiája azt jelenti, hogy általában az alacsonyabb szintű igényeket előbb kell kielégíteni, mielőtt a magasabb szintűek motivátorként működnek. Pl. ha valakinek nincs ruhája és éhezik, akkor kevésbé valószínű, hogy az önmegvalósítás (pl. művészet) lesz a legfontosabb számára.
3. A kielégített szükséglet nem motivátor. Mindig többet (vagy mást) akarunk.
4. Sokkal több módja van a magasabb szintű igények kielégítésének, mint az alacsonyabb szintűekének.
5. Az ember számára fontos, hogy érezze: szükség van rá. Minden ember azt szeretné, ha egyénként kezelnék. Meg kell adni neki a felelősségvállalás lehetőségét.

Ezek csak az első elméletét jelentik, később már 7 szintet határozott meg két csoportban:
Forrás: Maslow: Motivation and personality, Harper and Row, New York, 1970 (nem sokkal halála előtt jelent meg)
Minőségileg két csoportot különít el a szükségletek között:
1. Hiány alapú szükségletek: D ("deficit") szükségletek, azaz hiányszükségletek.
  - Kielégülésük a belső feszültségek csökkenésével jár.
  - Alapvető vagy ösztönszerű szükségletek; az alacsonyabb szintek motívumai, melyeknél a cél a kellemetlen állapotoktól való megszabadulás és a kielégítés homeosztatikus módon történik.
  - Szubjektív jellegzetességük a tudatos / nem tudatos sóvárgás és a hiányérzet.
  - Ezek azok a szükségletek, amelyek alapvetően deficitek, úgymond üres lyukak az élő szervezetben, amelyeket az egészség érdekében fel kell tölteni, méghozzá az emberi lényeken kívülről és valaki más segítségével.
  - Ide tartoznak:
    - Fiziológiai szükségletek: éhség, szomjúság, szexualitás. Hiánya: életveszély.
    - Biztonsági szükségletek: fizikai védettség, kiszámíthatóság. Hiánya: életveszély, neurózis, szorongás, kényszerbetegség (az egyén kényszertevékenységekkel próbálja fenntartani a biztonságérzetét, kontrollálni a helyzetet, kivédeni a bajt).
    - Szeretet, valahová tartozás szükséglete: gyengédség, viszonzott szeretetkapcsolat. Megkülönböztethetünk D és B szeretetet. D szeretet során a személynek fontos a kívülről jövő megerősítés, hogy ő maga szerethető, s ha ezt nem kapja meg, nem is érzi magát biztonságban, hiszen úgy érzi senkihez és semmihez nem tartozik. B szeretet során a személy nem függ másoktól, úgy szereti az embereket, ahogy azoknak szüksége van rá, nem úgy, ahogy neki lenne rá szüksége. Hiánya: pszichopátia, antiszociális személyiség.
    - Elismerés szükséglete: önbecsülés, mások általi elismerés, hírnév, becsvágy. Hiánya: kisebbrendűség érzése, szorongás
2. Növekedés alapú szükségletek: B ("being") szükségletek, azaz növekedés alapú szükségletek.
  - Kielégülésük növelik a belső feszültséget; a cél a bennünk lévő lehetőségek kiaknázása.
  - Növekedés: azon folyamatok összessége, amelyek az embert a végső önmegvalósítás felé mozdítják. A növekedés az élettörténet során állandóan zajló folyamat.
  - Ezeknél a motívumoknál a szükséglet kielégítése a növekedés keresésével függ össze; a kellemes állapot növelése a cél – hogy azzá váljunk, amit a képességeink lehetővé tesznek.
  - Csak akkor foglalkozunk velük, ha a D-szükségletek kielégítettek.
  - Ide tartoznak:
    - Kognitív szükségletek: tudni, érteni, megismerni
    - Esztétikai szükségletek: szimmetria, rend, szépség
    - Önmegvalósítás szükséglete: elérni a bennünk rejlő lehetőségeket.

Ennek a két kategóriának megfelelően kétféle szeretetszükséglet-típust különít el:
1. D-szeretet: deficitszeretet, hiányszeretet vagy önző szeretet.
  - A szeretetszükséglet a hagyományos értelemben hiányszükséglet: a szeretetéhség hiánybetegség, mint a sóhiány vagy a vitaminhiányos állapotok. Ha a szeretet nem elérhető, komoly patológia alakul ki, ha viszont kellő időben elérhető, megfelelő mennyiségben és megfelelő módon, akkor a betegség elhárul.
  - A hiánymotivált emberek jellemzői:
    - Sokkal jobban függenek más emberektől, mint azok, akiket a növekedés motivál: nagyobb szükséget szenvednek, így jobban kötődnek és vágyakozóbbak. Ez a függőség színezi és korlátozza a személyközi kapcsolataikat.
    - Más embereket elsősorban szükségletkielégítőknek vagy a gondoskodás forrásainak látnak. Nem egészként, bonyolult, egyedi individuumokként látják a többi embert, hanem inkább a hasznosság szempontjából ítélik meg őket. Ez ahhoz a kapcsolathoz hasonlít, amilyenben pl. a lovakkal, a pincérekkel stb. vagyunk: eszközként tekintünk rájuk és használjuk őket.
    - A szükségletkielégítő emberek felcserélhetőek: mindegy ki biztosítja a csodálatot, biztonságot és szeretetet

  - A D-szeretet jellemzői:
    - Birtokló jellegű, kielégíthető.
    - A másikra eszközként tekint.
    - A szorongás, ellenségesség megjelenése várható.
2. B-szeretet: a másik személy léte miatt érzett szeretet, szükségletmentes szeretet vagy önzetlen szeretet.
  - A másik ember mint egyedi, független, önmagában vett cél, érdek nélküli, nem jutalmazott, haszon nélküli és vágytalan észlelése jellemző – azaz személyként és nem eszközként jelenik meg.
    - A másik ember teljesen érdekmentes, vágymentes, tárgyilagos és egészleges észlelése csak akkor válik lehetővé, amikor semmit nem várunk el tőle, amikor nincs szükségünk őrá magára mint eszközre.
    - Az egész személy idiografikus, esztétikus észlelése sokkal inkább lehetséges az önmegvalósítók számára.
    - Az ekkor érzett elismerés, csodálat és szeretet nem az ember használhatóságáért érzett hálán, hanem az észlelt személy objektív, belső tulajdonságain alapul. A másikat azért szeretik, mert szeretetre méltó, nem pedig azért, inert szeretetet ad.

  - A B-szeretet jellemzői:
    - Öröm kíséretében tudatosul, és teljességgel élvezhető. Mivel nem birtokló, és inkább csodáló, mintsem a szükségleteken alapul, nem okoz bajt és mindig örömöt ad.
    - Soha nem telítődik, vég nélkül élvezhető. Általában növekszik, ahelyett hogy eltűnne. Belsőleg élvezhető. A szeretet cél, nem pedig eszköz.

  - A B-szeretettel rendelkező emberek:
    - Kölcsönösen függetlenebbek egymástól, autonómabbak.
    - Kevésbé féltékenyek, kevésbé érzik fenyegetve magukat, kevésbé szenvednek szükségállapotoktól.
    - Sokkal individuálisabbak, érdeknélkülibbek.
    - Sokkal szívesebben segítik hozzá a másikat az önmegvalósításhoz, büszkébbek a másik diadalaira, altruisztikusabbak, nagyvonalúbbak és gondoskodóbbak.
    - A másik legigazibb, legbehatóbb megismerése a B-szeretetben lehetséges.

A szükséglet hierarchia által kínált megoldások:
A szükséglet…:…és kielégítésének módja.
Fiziológiai:	Jó munkakörülmények, vonzó bér, lakástámogatás, ingyenes vagy támogatott munkahelyi étkezés.
Biztonsági:	Egyéni egészségbiztosítás, nyugdíjpénztár hozzájárulás, biztonságos munkakörülmények, nyugdíjas korig történő foglalkoztatás.
Társas:	Vállalati klub, sportolási lehetőség, közös bulik és kirándulások, nyílt kommunikáció
Ego:	Rendszeres pozitív visszajelzés, presztízst biztosító beosztások, megjelenés a vállalati újságban, előléptetés.
Önmegvalósítás:	Kihívó feladatok, karrier lehetőség, kreativitás támogatása.

## Kritikája
Maslow megközelítését számos kritika érte:
- először is ez a hierarchia az angolszász kultúra átlagemberére jellemző
- a valóságban sokszor tapasztalható olyan eset, amikor a vizsgált egyént egyszerre több szükséglet motiválja, vagy úgy motiválja egy magasabb szintű szükséglet, hogy az alatta levő szükségletek nincsenek teljesen kielégítve.

Az elméletet több bírálója hiányosnak nevezte. Bizonyos – az emberi viselkedés látszólagos irracionalitása miatt bekövetkező – esetekben a hierarchia nem érvényesül (például éhségsztrájkolók esetében).
A Garai László által bemutatott szigorú bírálat a specifikusan emberi alapszükséglet elméletén alapszik.
Összességében a Maslow-piramist nem szabad túl szigorúan értelmezni: a hiányalapú szükségleteknek elég csak részben teljesülniük ahhoz, hogy az egyén egy következő szintre léphessen.